# Thiago Quirino
Thiago Quirino (nacido el 4 de enero de 1985) es un futbolista brasileño que se desempeña como delantero.
Jugó para clubes como el Atlético Mineiro, Djurgårdens IF, Consadole Sapporo, Shonan Bellmare, Al-Shaab, Ventforet Kofu, Oita Trinita, Anápolis y Kagoshima United FC.

## Trayectoria

### Clubes
| Club                | País                   | Año         |
| ------------------- | ---------------------- | ----------- |
| Atlético Mineiro    | Brasil                 | 2003 - 2005 |
| Djurgårdens IF      | Suecia                 | 2006 - 2008 |
| Consadole Sapporo   | Japón                  | 2009 - 2012 |
| Daegu FC            | Corea del Sur          | 2011        |
| Shonan Bellmare     | Japón                  | 2012 - 2013 |
| Al-Shaab            | Emiratos Árabes Unidos | 2013 - 2014 |
| Ventforet Kofu      | Japón                  | 2014        |
| Shonan Bellmare     | Japón                  | 2015 - 2016 |
| Oita Trinita        | Japón                  | 2016        |
| Anápolis            | Brasil                 | 2017        |
| Kagoshima United FC | Japón                  | 2018 -      |